# Raffaele Stancanelli
Raffaele Stancanelli, född 30 juni 1950 i Regalbuto, är en italiensk politiker (Italiens bröder). Han är ledamot av Europaparlamentet sedan 2019 och han hör där till Gruppen Europeiska konservativa och reformister.
I Europaparlamentet är han numera vice ordförande för utskottet för rättsliga frågor. Dessutom är han ledamot i delegationen för förbindelserna med Folkrepubliken Kina och suppleant i fiskeriutskottet och delegationen för förbindelserna med länderna i Sydostasien och Sydostasiatiska nationers förbund (Asean).